# Das Jahr ohne Vater
Das Jahr ohne Vater ist ein US-amerikanisches Filmdrama, das 1972 unter der Regie von Martin Ritt entstand. Die Hauptrollen spielen Cicely Tyson, Paul Winfield und Kevin Hooks. Das von Lonne Elder III geschriebene Drehbuch basiert auf dem 1970 mit der Newbery Medal ausgezeichneten Roman Jagen mit Sounder von William H. Armstrong. Die Geschichte einer afroamerikanischen Familie im Deep South während der Weltwirtschaftskrise war sowohl ein Erfolg bei den Kritikern als auch an der US-amerikanischen Kinokasse. Der Bluesmusiker Taj Mahal schrieb die Musik und übernahm eine Nebenrolle. In der Bundesrepublik Deutschland wurde der Film 1976 als Fernsehpremiere im Ersten gezeigt.

## Handlung
Die Morgans sind Farmpächter im Louisiana des Jahres 1933, die kaum das Nötigste zum Leben haben. Sie bauen Zuckerrohr für den weißen Ladenbesitzer Perkins an, auf dessen Grundbesitz sie leben. David Lee, der älteste Sohn, ist ein aufgeweckter Junge, der es liebt, mit seinem Vater Nathan Lee und ihrem Hund Sounder auf die Jagd zu gehen. Schulbesuche sind nur sporadisch möglich, weil er seiner Mutter Rebecca auf der Farm hilft. Eines Abends verlieren Nathan und David den Waschbären, den sie jagten, und die Familie steht ohne Fleisch da. Am nächsten Morgen wachen die Kinder mit dem Geruch von gekochtem Schinken auf und essen den Schinken genussvoll. Als sie nach einem Baseballspiel nach Hause kommen, bei dem Nathan seiner Mannschaft zum Sieg verholfen hatte, warten der Sheriff und seine Hilfssheriffs darauf, Nathan für den Diebstahl des Schinkens aus der Räucherkammer eines Nachbarn zu verhaften. Als sie ihn abführen, rennt Sounder hinter ihrem Wagen her und einer der Hilfssheriffs schießt auf ihn. Der verletzte Sounder rennt weg, und David kann ihn nicht finden. Eine tagelange Suche muss er abbrechen, weil er und seine kleinen Geschwister Rebecca bei der Landwirtschaft und der Ernte helfen müssen, seit ihr Vater weg ist. Rebecca vertröstet David mit dem Glauben, dass Sounder lebt und irgendwann nach Hause zurückkehren wird.
Während Nathan auf seine Verlegung ins Arbeitslager wartet, verweigert der Sheriff Rebecca den Besuch bei ihrem Mann im Gefängnis mit der Begründung, dass schwarze Frauen ihre Männer nicht besuchen dürfen. Nur David darf ihn besuchen und bringt einen von Rebecca gebackenen Schokoladenkuchen mit. Er erfährt aber nicht, wohin sein Vater verlegt werden soll. Mrs. Boatwright, eine sympathisierende Frau aus dem Ort, die Rebecca als Wäscherin beschäftigt und den Kindern oft Bücher zum Lesen gibt, verspricht David herauszufinden, wohin Nathan gebracht wurde. Als der Sheriff sich weigert, es ihr zu sagen, durchsucht sie seinen Aktenschrank, um die Information zu finden. Trotz der Drohungen des Sheriffs erzählt sie der Familie Morgan, dass Nathan in das weit entfernte Wishbone-Gefangenenlager gebracht wurde, und hilft Rebecca, den Weg dorthin auf der Karte einzuzeichnen. Derweil kehrt Sounder nach Hause zurück, obwohl er nicht mehr bellt wie früher, und begleitet David auf einer langen Reise zu Fuß, um das Lager zu finden und zu versuchen, seinen Vater zu besuchen.
David schafft es bis zum Wishbone-Lager, kann aber Nathan nicht finden und wird von den Wachen ignoriert, als er sich nach ihm erkundigt. Als er die Gefangenen fragen will, schlägt ihm eine Wache mit einer Eisenstange auf die Hand und verjagt ihn aus dem Lager. Auf dem Heimweg entdeckt er eine Schule mit ausschließlich schwarzen Schülern, wo die freundliche, freimütige Lehrerin, Miss Camille, seine verletzte Hand verbindet und ihn für einige Tage in ihrem Haus wohnen und den Unterricht in der Schule besuchen lässt, bevor er sich wieder auf den Heimweg macht. Eines Abends zeigt sie David Bücher aus ihrer Sammlung über wichtige afroamerikanische historische Persönlichkeiten und liest ihm aus dem Werk von W. E. B. Du Bois vor.
Tage später kehrt David Lee nach Hause zurück, sehr zur Erleichterung seiner Mutter. Er bringt Bücher mit, die Miss Camille ihm gegeben hat, und die Nachricht, dass er den Vater nicht finden konnte. Er erzählt seiner Mutter von der Lehrerin Camille, die ihm riet, im Herbst die Schule zu besuchen. Rebecca verspricht ihm, auf jeden Fall dabei zu helfen, wenn sein Vater dann zu Hause sei. In der Zwischenzeit ernten sie das Zuckerrohr, das sie für Mr. Perkins gesät haben, und erhalten ihren mickrigen Anteil. Eines Nachmittags, als Rebecca näht, bellt Sounder plötzlich und rennt die Straße hinunter auf eine unbekannte Gestalt zu. Rebecca und die Kinder erkennen Nathan und rennen ihm freudig entgegen. Die Familie begrüßt den zurückkehrenden Vater, der vorzeitig aus dem Arbeitslager entlassen wurde, nachdem er bei einer Dynamitexplosion am Bein verletzt worden war. Als David sieht, dass sein Vater am Ende seiner Kräfte ist, will er zu Hause bleiben und an Vaters Stelle auf der Farm zu arbeiten. Doch Nathan besteht darauf, dass David die Schule in Vollzeit besuchen soll. Denn er wünscht sich allzu sehr, dass seine Kinder aus der Sackgasse des Farmbetriebs ausbrechen, um nach einem besseren Leben zu streben. Am nächsten Tag verabschieden Rebecca und seine Geschwister David, als er und Nathan in die Stadt fahren, begleitet von Sounder.

## Produktion
Während sich der Roman auf die Sorge der Familie um den Hund konzentriert, erklärte Drehbuchautor Lonne Elder III, dass er es vorzog, sich auf das tägliche Überleben der Familie zu konzentrieren. Er merkte an, dass er den Auftrag zunächst ablehnte. Produzent Robert B. Radnitz und der Regisseur Martin Ritt konnten ihn dennoch von einer Zusammenarbeit überzeugen. Elder wollte „Sounder in seinem historischen Kontext akkurat halten und sich nicht auf irgendwelche neuzeitlichen Fantasien einlassen“.
Das Jahr ohne Vater markiert das erste gemeinsame Filmprojekt zwischen Robert B. Radnitz und dem Spielzeughersteller Mattel, die 1970 eine Kooperation eingegangen sind.

## Besetzung und Synchronisation
Die deutsche Synchronfassung entstand unter der Dialogregie von Klaus von Wahl.
| Darsteller             | Deutscher Sprecher  | Rolle                |
| ---------------------- | ------------------- | -------------------- |
| Cicely Tyson           | Rose-Marie Kirstein | Rebecca Morgan       |
| Paul Winfield          | Helmut Krauss       | Nathan Lee Morgan    |
| Kevin Hooks            | Stefan Krause       | David Lee Morgan     |
| Janet MacLachlan       | Traudel Haas        | Camille Johnson      |
| Eric Hooks             | Oliver Rohrbeck     | Earl Morgan          |
| Sylvia Kuumba Williams | Angela Voigt        | Harriett Morgan      |
| Taj Mahal              | Gerhard Marcel      | Ike                  |
| Yvonne Jarrell         | Angelika Pawlowski  | Josie Mae            |
| Carmen Mathews         | Inge Landgut        | Mrs. Rita Boatwright |
| James Best             | Horst Pinnow        | Sheriff Young        |
| Ted Airhart            |                     | Mr. Perkins          |

## Kritik und Rezeption
Das Jahr ohne Vater wurde von der US-amerikanischen Filmkritik als willkommenes Gegenstück zu der gleichzeitigen Welle von Blaxploitation-Filmen gelobt, von denen die meisten als qualitativ schlecht galten. Die Darstellung des Zusammenhalts und der Liebe einer afroamerikanischen Familie zueinander wurde als ein großer Erfolg für schwarze Filmemacher und das Publikum gewertet. Das Branchenblatt Daily Variety schrieb im September 1972, dass der Film „wohl oder übel ausgewählt wurde, um zu testen, ob das schwarze Publikum eher auf ernsthafte Filme über die schwarze Realität als auf ‚superschwarze‘ Exploitation-Filme anspricht.“
Ein Teil des Erfolgs von Sounder war auf seine innovative Marketingstrategie zurückzuführen. 20th Century Fox konzentrierte sich auf den Vertrieb in Großstädten und sprach gezielt religiöse Organisationen und Schulen an. Radnitz besuchte persönlich 35 Städte und hielt über 500 Vorführungen ab, wobei 60 gleichzeitige Sneak Previews in New York City stattfanden. Das religiöse Umfeld unterstützte den Film mit einer Empfehlung des Catholic Film Office und einem Studienleitfaden für Religionspädagogen, der vom National Council of Churches erstellt wurde. Der Variety-Artikel merkte an, dass 20th Century Fox einen Studienführer schrieb, der von Roscoe Brown, Jr., dem Direktor für afro-amerikanische Angelegenheiten an der New York University, erstellt wurde. 20th Century Fox gab laut Variety über 1 Million Dollar für die Promotion des Films aus.
Der Filmkritiker John Simon schrieb: „Sounder ist ein selten ehrlicher Film über Menschen, die den Boden unter extrem harten Bedingungen bearbeiten. Sounder ist auch ein seltener ehrlicher Hollywood-Film über Schwarze, was ihn praktisch einzigartig macht.“
Basierend auf 20 Rezensionen erreichte Sounder bei Rotten Tomatoes eine positive Bewertung von 90 Prozent. In seinem Family Guide to Movies on Video schrieb der Kritiker Henry Herx: „Sounder fängt die Menschlichkeit seiner Charaktere und ein feines, distanziertes Gefühl für seine verschlafene Südstaaten-Location ein. Der Film verdient eine tiefe emotionale Reaktion des Publikums, weil seine ansprechende Geschichte und die Charaktere glaubwürdig sind.“ Der Filmkritiker Roger Ebert gab dem Film vier von vier Sternen, mit der Begründung: „Dies ist ein Film, den die Familie sehen sollte.“ Sowohl Gene Siskel als auch Ebert setzten den Film auf ihre Listen der besten 10 Filme von 1972. Das Lexikon des Internationalen Films resümierte: „Trotz einer gewissen Idealisierung in der Darstellung der Geschehnisse und Figuren verdeutlicht er die Probleme der schwarzen Bevölkerung in den USA mit Intelligenz und Einfühlungsvermögen.“

## Auszeichnungen und Nominierungen
Bei der Oscarverleihung 1973 wurde der Film in den Kategorien Bester Film, Bestes adaptiertes Drehbuch, Bester Hauptdarsteller und Beste Hauptdarstellerin für den Academy Award nominiert, konnte sich jedoch in keiner der Kategorien durchsetzen. Es war der erste Spielfilm, bei dem afroamerikanische Schauspieler gleichzeitig als bester Hauptdarsteller und als beste Hauptdarstellerin nominiert wurden. Cicely Tyson und Kevin Hooks wurden bei den Golden Globe Awards in den Kategorien Beste Hauptdarstellerin (Drama) und Bester Nachwuchsdarsteller nominiert. Cicely Tyson wurde als beste Hauptdarstellerin bei den National Board of Review Awards, Kansas City Film Critics Circle Awards  und von der National Society of Film Critics ausgezeichnet. Taj Mahal erhielt 1974 für seinen Soundtrack Nominierungen bei den British Academy Film Awards und bei den Grammy Awards. Martin Ritt erhielt eine Nominierung bei den DGA-Awards. 2021 erfolgte die Aufnahme in das National Film Registry.

## Fortsetzung
1976 entstand unter der Regie von William A. Graham die Fortsetzung Im Zeichen der Gerechtigkeit (Part 2, Sounder), bei der bis auf Taj Mahal, Ted Airhart und Sylvia Kuumba Williams niemand von der Originalbesetzung mitwirkte. Der Film fiel sowohl bei den Kritikern als beim Publikum durch. Roger Ebert gab dem Film zwei von vier Sternen. Richard Eder, der den Film für die New York Times rezensierte, nannte ihn „lieblos didaktisch“ und „eine depressive Art von Film, mit einer Menge Trübsinn und Zähneknirschen“.